# Rhyparus edieae
Rhyparus edieae är en skalbaggsart som beskrevs av Zdzisława Stebnicka 1998. Rhyparus edieae ingår i släktet Rhyparus och familjen Aphodiidae. Inga underarter finns listade i Catalogue of Life.